# Turbolenza di scia

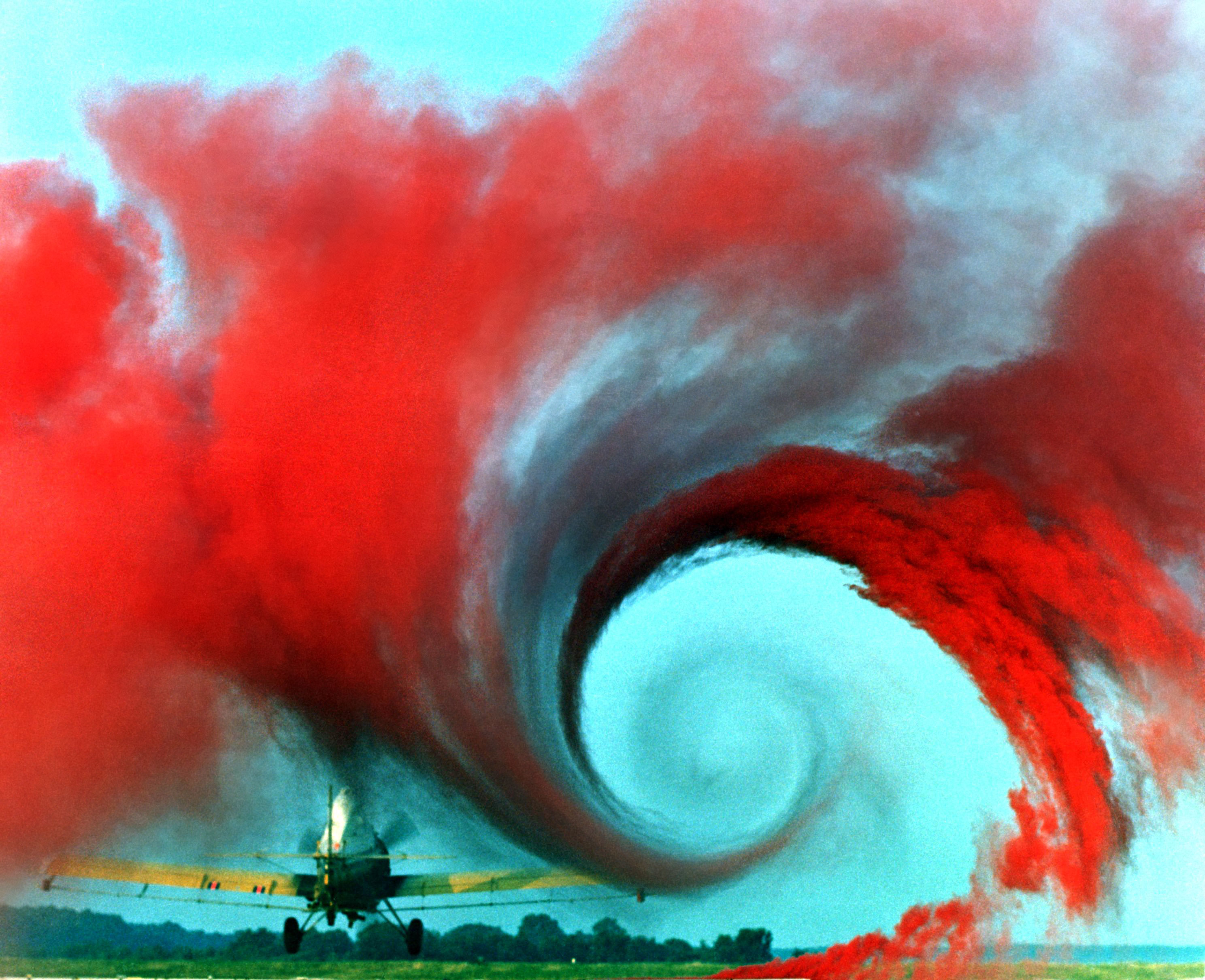
Immagine prodotta dalla NASA nel corso di uno studio sui vortici d'estremità d'ala, in grado di illustrare il fenomeno della turbolenza di scia.

La turbolenza di scia (o wake turbulence in inglese) è la turbolenza che si forma alle spalle di un aeromobile durante il suo movimento nell'aria. Comprende varie componenti i più importanti dei quali sono i vortici d'estremità d'ala (wingtip vortices in inglese) e il jetwash. Il jetwash è l'insieme delle masse d'aria espulse da un motore a getto; è estremamente turbolento, ma di breve durata. Di contro, i vortici d'estremità d'ala sono molto più stabili e possono permanere in aria fino a tre minuti dopo il passaggio di un aeromobile.

## Descrizione
Questi moti turbolenti sono una risultante della portanza. La teoria più comune della portanza afferma che sul ventre dell'ala si forma una maggior pressione relativa rispetto al dorso dove vi è una minore pressione relativa. A causa di ciò e delle leggi fisiche dell'aerodinamica, l'alta pressione nel ventre tende a compensare la bassa pressione nel dorso. Questo porta l'aria a spostarsi dal ventre al dorso passando per le estremità alari. A causa però del moto dell'aereo si generano dei vortici che vanno verso il retro.
Essendo causate dalla portanza, le onde della turbolenza di scia incominciano a formarsi quando si forma la portanza, ossia al momento del decollo, e continuano a formarsi fin quando l'aereo non atterra.
La turbolenza di scia è funzione diretta del peso dell'aereo e inversa della sua velocità. Per ciò che riguarda il peso si può dire che per far volare un aereo pesante è necessaria maggior portanza rispetto ad un aereo più leggero. Si deduce che un aereo pesante produce maggior turbolenza di scia.
Sono state stabilite delle categorie di turbolenza di scia per gli aerei; esse sono:
- L Light, aerei con peso massimo al decollo - MTOW in sigla da Maximum Take Off Weight - inferiore a 7 000 kg.
- M Medium, aerei con peso massimo al decollo compreso tra 7 000 kg e 136 000 kg.
- H Heavy, aerei con peso massimo al decollo superiore a 136 000 kg.
- J Super, nuova categoria introdotta a seguito dell'entrata in servizio dell'Airbus A380, unico velivolo a farne parte.

Per ciò che riguarda la velocità, si può dire che la velocità è inversamente proporzionale alla quantità della turbolenza di scia, ovverosia, la turbolenza di scia è maggiore alle basse velocità e tende ad affievolirsi con l'aumentare della velocità.
Anche in questo caso entra in gioco la portanza. Quest'ultima varia in funzione, tra gli altri, dell'angolo di incidenza. Elevati angoli di incidenza favoriscono l'aumento della portanza. Maggior portanza è necessaria nelle manovre a bassa velocità. A basse velocità quindi si hanno angoli di incidenza elevati e quindi una maggior quantità di turbolenza di scia.
Si accenna inoltre che la scia prodotta dalla turbolenza si espande dietro l'aereo che l'ha generata, andando a interessare uno spazio alle sue spalle largo anche due volte l'apertura alare e alto anche 300 metri (circa 1 000 ft) sotto la quota dell'aereo che le produce.
I controllori del traffico aereo tengono conto delle caratteristiche dei velivoli che si succedono nell'utilizzo delle piste per mitigare il rischio da turbolenza di scia, in quanto incontrarla alle basse quote impiegate durante decolli e atterraggi, può essere pericoloso per la navigazione aerea.